# インターネット大学
インターネット大学（インターネットだいがく）とは、インターネットを活用して授業をおこなう大学の俗称である。

## 概要
「インターネット大学」は法的な名称でなく、また定義されるところもなく、世間一般にいわれる俗称であるが、大きくわけて大学（短期大学、大学を含む）の通信課程（大学通信教育）においてインターネットを活用して授業をおこなっていることをさす場合と、通学課程において通常の授業を補完・発展させ、インターネットを活用して授業をおこなっている大学をさす場合とがある。ただし後者は学生が通学し教室での面接授業を主とする大学であり、インターネット大学とするかどうかは議論が分かれるところであろう。

## インターネット授業
インターネット大学ではインターネットを活用し、動画や音声を配信して講義を視聴させたり、各種プログラムを演習させるe-ラーニングによる授業、インターネット授業がおこなわれている。
また通信課程において、その講義においてテキストを用いるものの、「印刷教材等による授業（印刷授業）」の要件であるレポートの提出や科目修得試験の受験をインターネットを利用して行うため郵送や教室等への出席を必要としないものも、インターネット授業とされる。これはレポートの提出や科目修得試験を要することからあくまでも「印刷授業」であり、面接授業と同等にいわゆるスクーリング単位として卒業要件となる単位（大学では30単位以上）として認められる「メディア授業」とはならない。すなわち、法令に基づくメディア授業と俗称であるインターネット授業は同等の定義の言葉ではない。
すべての科目がインターネット授業となっている通信課程もあるが、インターネット授業を取り入れている通信課程の多くは従来からの（郵送でのレポート提出や試験会場での科目修得試験を要する）「印刷授業」、「放送授業」、「面接授業（スクーリング）」も併存している。また、通学課程における通常の授業を補完・発展するかたちでインターネット授業を行っている場合もある。
インターネット授業のうち大学設置基準、大学通信教育設置基準等に定めた「講義等を多様なメディアを高度に利用して行う」といった要件を満たしたものは法令上「メディアを利用して行う授業（メディア授業）」となり、通信課程における面接授業と同等のものとして卒業の要件とされている。したがって、卒業の要件として修得すべき単位数をメディア授業ですべてまかなうことができれば、面接授業を行う教室に実際に出席しなくともインターネット授業により修得することで卒業することができる。ただし、メディア授業を行っているものの面接授業が必修科目に含まれている大学もある。

## 事例
すべての授業をインターネット授業でおこなえる通信課程大学
2004年4月に日本における最初の本格的なインターネット大学（すべてをインターネット授業にした通信課程のみの大学）として、八洲学園大学が開学した。その後、2007年にサイバー大学がメディア授業を中心としたインターネット大学として開学した。
例：八洲学園大学、サイバー大学、東京通信大学など。
（一部を）インターネット授業でおこなう通信課程を併設する大学
通学課程とは別に、一部をインターネット授業にした通信課程を併設している大学がある。ただし、印刷授業、面接授業もあわせておこなわれている。
例：産業能率大学通信教育課程、帝京大学通信教育課程、人間総合科学大学、北海道情報大学通信教育部、武蔵野大学通信教育部、中央大学法学部通信教育課程、慶應義塾大学通信教育課程など。
（一部を）インターネット授業でおこなう通学課程の大学
通学課程による通常の授業を補完・発展させ、「多様なメディアを高度に利用した遠隔授業」を取り入れる大学もでてきている。
例：信州大学、大阪市立大学、園田学園女子大学など。
なお、1999年10月に日本における最初のインターネット授業を筑波大学がおこなった。

## 大学間の共同研究
大学間の共同研究として、ワイド大学（WIDE University, School of Internet: (SOI)）が設けられている。ワイド大学は、教育を行う大学として正規のものではないが、1997年以来、慶應義塾大学湘南・藤沢キャンパス (SFC) の教授・村井純などが中心となって、オンライン授業、アーカイブ構築、リアルタイム中継実験など、インターネット上における大学教育についてさまざまな実験的取り組みがなされている。なお、「実験」であるため、受講に際しての料金は、2005年4月現在、必要とされていない。